# Баштанський район
Баштанський район — район Миколаївської області в Україні, утворений 2020 року. Адміністративний центр — місто Баштанка.
Внаслідок російського вторгнення в Україну 2022 року близько 3% області окупували збройні сили Російської Федерації. Зокрема під їх контролем опинилося місто Снігурівка та декілька навколишніх сіл. Збройні сили України визволили захоплені території 10 листопада 2022 року.

## Історія
Район створено відповідно до постанови Верховної Ради України № 807-IX від 17 липня 2020 року. До його складу увійшли: Баштанська, Новобузька, Снігурівська міські, Березнегуватська, Казанківська, Широківська селищні, Інгульська, Привільненська, Володимирівська, Вільнозапорізька, Софіївська, Горохівська сільські територіальні громади.
З березня 2022 року, в ході російського вторгнення в Україну, район частково був захоплений російськими окупантами. Повністю звільнений Збройними Силами України 10 листопада 2022 року.

## Передісторія земель району
Раніше територія району входила до складу Баштанського, Новобузького, Снігурівського, Березнегуватського та Казанківського районів, ліквідованих тією ж постановою.